# Constantin Ion Parhon
Constantin Ion Parhon (n. 15 octombrie 1874, Câmpulung, Muntenia, România – d. 9 august 1969, București, România) a fost un demnitar comunist, medic endocrinolog și neuropsihiatru român, care a îndeplinit funcția de președinte al Prezidiului Marii Adunări Naționale a Republicii Populare Române (șeful statului) în perioada 13 aprilie 1948 - 2 iunie 1952. Parhon a mai făcut parte dintr-un comitet interimar prezidențial format din cinci membri (printre care și Mihail Sadoveanu, Ștefan Voitec, Gheorghe Stere și Ion Niculi) între 30 decembrie 1947 și 13 aprilie 1948.

## Biografie
Constantin Ion Parhon s-a născut la 28 octombrie 1874 în orașul Câmpulung Muscel (județul Muscel, înglobat ulterior în județul Argeș). Tatăl său era originar din Cetatea de Baltă (azi jud. Alba, fost jud. Târnava Mică). Studiile secundare le-a făcut la Focșani, Buzău și Ploiești, bacalaureatul l-a obținut în 1892. A studiat medicina la universitatea din București (1893-1900) și a obținut în 1900 titlul științific de doctor în medicină cu teza Contribuțiuni la studiul tulburărilor vazomotorii în hemiplegie.
În timpul studiilor a lucrat ca extern (1896-1897) și intern (1897-1900) al spitalelor din București. După absolvirea studiilor și obținerea doctoratului, profesează ca medic la Spitalul Rural "Rallet" din județul Dâmbovița (1901-1902) și apoi medic secundar la Spitalul Pantelimon (1903-1909). În această perioadă, devine docent al Clinicii de boli nervoase din București (1903), urmând și un stagiu de perfecționare la München (1906). Apoi, devine medic primar la Ospiciul Mărcuța (1909-1912).
Este angajat în învățământul superior medical, ca profesor universitar de neurologie și psihiatrie, la Facultatea de Medicină din Iași (1913-1933) și de clinică endocrinologică la Facultatea de Medicină din București (1933-1940 și 1944-1958). În paralel cu activitatea didactică își continuă activitatea profesională ca director al Spitalului Socola din Iași (1917-1930) și apoi al Institutului pentru bolile nervoase, mintale și endocrinologice din București (1930-1940).
În 1928 este ales membru corespondent al Academiei Române și în 1939 devine membru titular și președinte de onoare al acestui prestigios for științific. Deține și alte funcții în cadrul organizațiilor profesionale medicale: membru titular al Academiei de Medicină din București (1935), membru de onoare al Academiei de Științe Medicale (1969), membru fondator al Societății de Anatomie din București, al Societății de Biologie, al Societății Române de Neurologie, Psihiatrie, Psihologie și Endocrinologie.

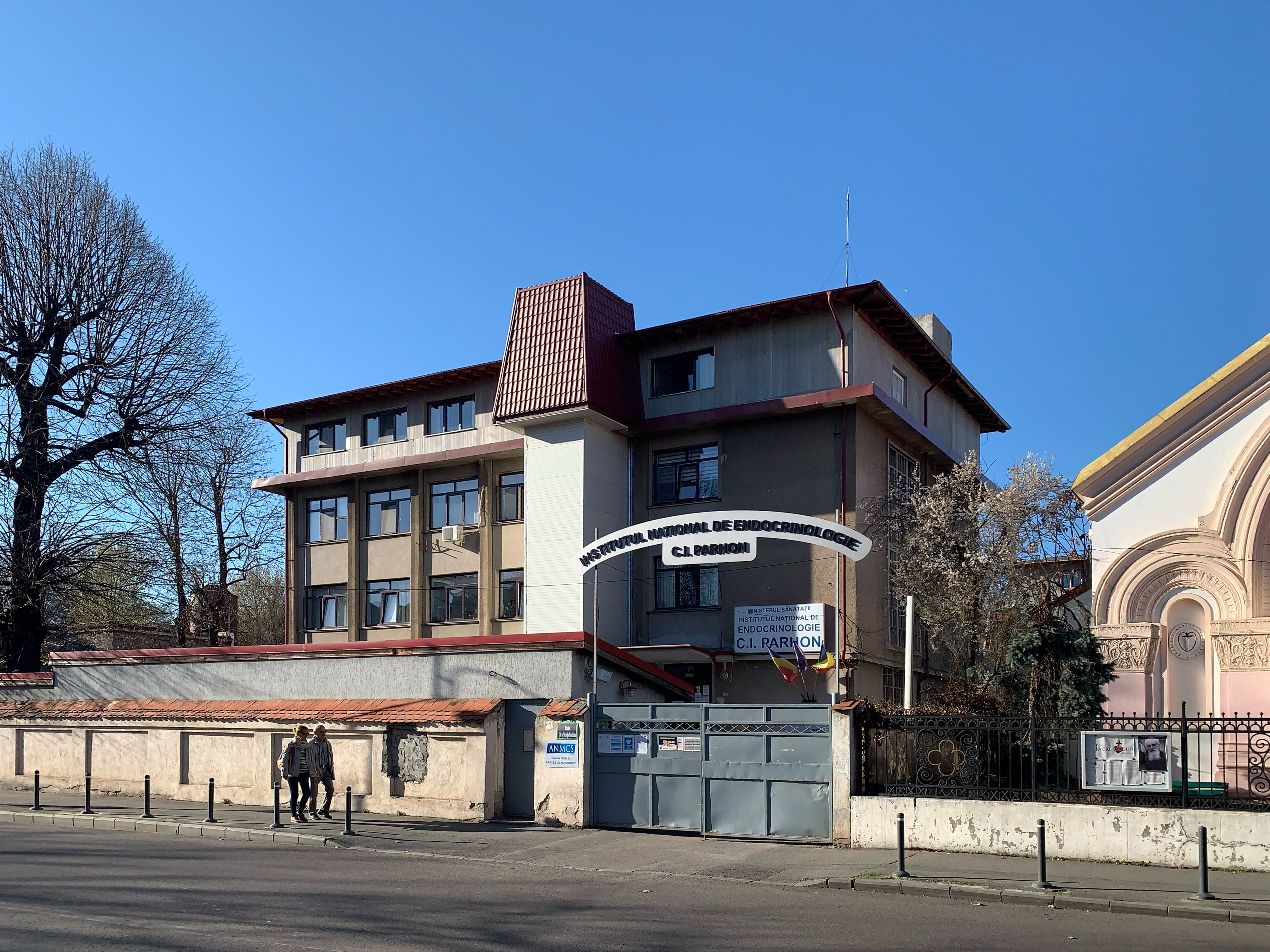
Institutul Național de Endocrinologie C.I. Parhon, București

În 1946, regele Mihai înființează Institutul de Endocrinologie cu numele "C. I. Parhon". Primul sediu al acestui institut a fost la Spitalul "Colentina". Ulterior, după naționalizarea în 1948 a spitalelor, sediul Sanatoriului de maici "St. Vincent du Paul", din parohia Bisericii Franceze de la Statuia Aviatorilor, a devenit sediul Institutului.
A fost ales ca membru al Academiilor de Științe ale URSS, R. P. Bulgară, R. P. Ungară și R.D.G, al societăților de endocrinologie din Paris, Moscova și Praga, al Societății Estone de Neurologie, al mai multor societăți din Paris (de neurologie, de psihiatrie, de medico-psihologie și al Societății medicale a spitalelor). În anul 1948 a fost ales ca Doctor honoris causa al Universității Caroline din Praga.
Parhon a fost fondatorul Revistei Societății Române de Endocrinologie, Acta Endocrinologica, în 1938 (revista refuncționează din 2005 sub egida Academiei Române). A fost membru în colegiul de redacție al revistelor Folia neurobiologică și Revue française d'endocrinologie.

## Activitate politică
În calitate de militant socialist, Parhon a fost influențat în tinerețe, după propriile afirmații, de operele lui Karl Marx. A fost unul dintre fondatorii Partidului Muncitor, un grup politic efemer, fuzionat cu Partidul Țărănesc în 1919. La scurt timp după fuziune, Parhon s-a separat împreună cu un grup și a devenit susținător al Partidului Comunist din România (PCR). 
În primăvara anului 1944 a fost primul semnatar al memoriului-protest al intelectualilor pentru ieșirea României din coaliția militară fascistă. Devine președinte al asociației româno-sovietice ARLUS (1944-1967). Din 1946 până în 1961 a fost fără întrerupere deputat în Adunarea Deputaților și apoi în Marea Adunare Națională.
După proclamarea Republicii Populare Române (RPR) la 30 decembrie 1947, Constantin Ion Parhon a fost ales președinte al Prezidiumului RPR (30 decembrie 1947 - 13 aprilie 1948), făcând parte dintr-un comitet interimar cu funcții prezidențiale (ales de Adunarea Deputaților), alături de Mihail Sadoveanu, Ștefan Voitec (PSDR), și de activiștii comuniști Gheorghe Stere și Ion Niculi. În perioada 13 aprilie 1948-2 iunie 1952, Parhon a îndeplinit funcția de președinte al Prezidiului Marii Adunări Naționale a RPR (funcție echivalentă cu cea de șef al statului), însă puterea de facto era deținută de Partidul Muncitoresc Român (PMR). În iunie 1952 a renunțat la activitatea politică, dedicându-și restul vieții activității de cercetare științifică.

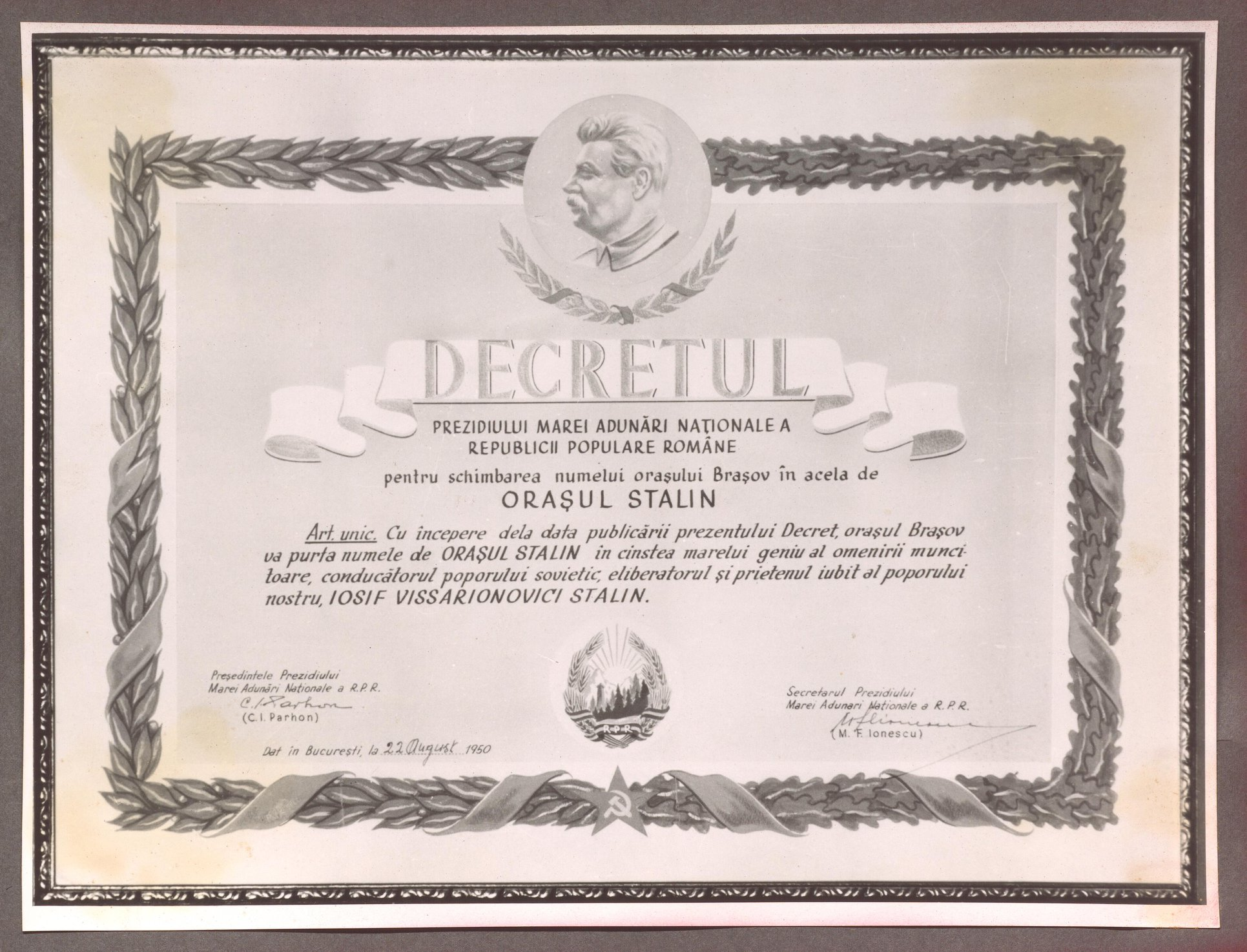
Decretul de schimbare a numelui orașului Brașov în Orașul Stalin, semnat de C. I. Parhon

La 22 august 1950 a decretat prin articol unic schimbarea numelui de Brașov în Orașul Stalin "în cinstea marelui geniu al omenirii muncitoare, conducătorul poporului sovietic, eliberatorul si prietenul iubit al poporului nostru, Iosif Vissarionovici Stalin", împreună cu Marin Florea Ionescu, Secretar al Prezidiului Marii Adunări Naționale.
A fost director al Institutului de Endocrinologie (1949-1957) și al Institutului de Geriatrie (1952-1957). I-a fost conferit titlul de Erou al muncii socialiste. A încetat din viață la 9 august 1969 în București și a fost înmormântat în Mausoleul din Parcul Carol. Rămășițele sale pământești au fost exhumate după dezafectarea mausoleului în anul 1991.

## Distincții
- Semnul Onorific „Răsplata Muncii pentru 25 ani în Serviciul Statului” (13 octombrie 1941)[3]
- Medalia „A cincea aniversare a Republicii Populare Române” (24 decembrie 1952) „pentru lupta și munca duse în vederea făuririi, consolidării și prosperării Republicii Populare Române”[4]
- titlul de „Medic Emerit al Republicii Populare Romîne” (5 august 1954) „pentru merite excepționale și realizări deosebite în domeniul ocrotirii sănătății oamenilor muncii”[5]
- Ordinul „23 August” clasa I (12 august 1959) „pentru activitate rodnică în dezvoltarea științei și culturii din Republica Populară Romînă”[6]
- Medalia „40 de ani de la înființarea Partidului Comunist din Romînia” (6 mai 1961) „pentru activitate îndelungată în mișcarea muncitorească și merite în opera de construire a socialismului”[7]
- Ordinul „Meritul Științific” clasa I (26 septembrie 1966) „pentru merite deosebite în activitatea științifică, cu prilejul Centenarului Academiei Republicii Socialiste România”[8]

## Lucrări publicate
- Secrețiile Interne (1939) - scrisă în colaborare cu Moise Goldstein. Considerat a fi primul manual de endocrinologie din lume.
- Manual de endocrinologie (3 vol., 1945 - 1949) - în colaborare cu Moise Goldstein și Ștefan Milcu
- Bătrânețea și tratamentul ei (1948)
- Biologia vârstelor (1955),
- Opere alese (5 vol., 1954-1962)